# Laura Ponticorvo
Laura Ponticorvo (Brasschaat, 7 oktober 1985) is een Nederlands-Italiaanse mediapersoonlijkheid en youtuber met de Belgische nationaliteit. Ze deed mee aan verschillende televisieprogramma's maar kreeg vooral naamsbekendheid door haar deelname aan het programma Mijn Vieze, Vette, Vervelende Verloofde.

## Levensbeschrijving
Ponticorvo is geboren in België, maar verhuisde op zevenjarige leeftijd naar Friesland. Ponticorvo is in 2008 afgestudeerd aan de Dansacademie van Lucia Marthas. Ze speelde eerder in twee musicals van Joop van den Ende. Dit waren André van Duins Revue, en High School Musical. Hierna werkte ze als freelancer op dans- en acteergebied. Ponticorvo verhuisde naar Amsterdam en deed mee aan het programma X Factor, waar ze bij de laatste vijf vrouwen eindigde. Ponticorvo was assistente van illusionist Georges Hilaul in de show Dreams Live.
In 2012 deed Ponticorvo mee aan het programma Mijn Vieze, Vette, Vervelende Verloofde. Ze werd gekoppeld aan een man die in alle opzichten haar tegenpool was. Ze moest haar familie ervan overtuigen dat ze met deze man verloofd was en binnen twee weken ging trouwen. Dit lukte haar en ze won 50.000 euro, waarvan de helft voor haar familie was.
Ponticorvo was in 2013 te zien in het SBS6 programma Sterren Dansen op het IJs. Tijdens de trainingen kneusde ze haar linker schouderblad en pezen. Er was ophef over haar deelname vanwege haar ervaring in het schaatsen. Ze eindigde uiteindelijk als tweede in de finale. Tevens was Ponticorvo dit jaar te zien in Because I Am A Girl: Knock-Out samen met Zarayda Groenhart, Jasmine Sendar en Vivienne van den Assem. De vier namen het tegen elkaar op in de boksring, uiteindelijk kwam Ponticorvo als winnares uit de strijd. In 2015 was Ponticorvo te zien in het RTL 5 programma Shopping Queens VIPS. Ze eindigde op de vierde plek maar mocht dankzij een wildcard terugkeren in de finale week, hier eindigde ze wederom weer als vierde.
In maart 2017 kwam Ponticorvo in het nieuws omdat een hacker sekstapes van haar had laten lekken. Ruim een jaar later, in april 2018, ging presentator John van den Heuvel in het RTL 4-programma Online Misbruik Aangepakt op zoek naar de dader, die hij uiteindelijk ontmaskerde en met Ponticorvo confronteerde. M. van der K., een hoofdredacteur en redactiechef bij een online uitgeverij in Almere, bleek de hacker te zijn.
In september van 2017 bracht Ponticorvo samen met rapper Boykii de single Geef Me Love uit, de single wist geen hitnotering te pakken. Tevens was ze te zien in het programma Celebrity Stand-Up. In het najaar van 2018 was Ponticorvo een van de deelnemers aan het programma Boxing Stars.
In 2020 keerde Ponticorvo terug in de theaters met de musical Verliefd op Ibiza, die gebaseerd is op de gelijknamige film. Na een maand werd de musical stilgelegd door de coronapandemie, deze keerde vervolgens niet terug.
In september 2021 kregen Ponticorvo en haar partner Ryan Rijger een dochter. In juni 2023 kregen ze een zoon. Ryan heeft al drie oudere kinderen uit eerdere relatie. 

## Televisie
| Televisie als deelneemster | Televisie als deelneemster              | Televisie als deelneemster                       |
| Jaar                       | Productie                               | Opmerkingen                                      |
| -------------------------- | --------------------------------------- | ------------------------------------------------ |
| 2011                       | X Factor                                | Eindigde bij de laatste vijf deelnemers          |
| 2012                       | Mijn Vieze, Vette, Vervelende Verloofde | Winnares                                         |
| 2013                       | Sterren Dansen op het IJs               | Geëindigd op de tweede plaats in de finale       |
| 2013                       | Because I am a Girl Knock-Out           | Winnares                                         |
| 2013                       | RTL Wintertijd                          | Presentatieduo met Pauline Wingelaar             |
| 2014                       | Ik ben een ster, haal me hier uit!      | Geëindigd op de vijfde plaats                    |
| 2014-2015                  | Wie Opent Het Slot?                     | -                                                |
| 2015                       | Shopping Queens VIPS                    | Eindigde in de eerste en zevende week als vierde |
| 2017                       | Celebrity Stand-Up                      | Deelde de aflevering met Giel Beelen             |
| 2018                       | Online Misbruik Aangepakt               | Hoofdgast in aflevering één                      |
| 2018                       | Say Yes to the Dress Benelux            | Liet haar een jurk aanpassen                     |
| 2018                       | Boxing Stars                            | Moest boksen tegen Jessie Jazz Vuijk             |
| 2019                       | Boxing Influencers                      | Moest boksen tegen Lena Semenova                 |
| 2024                       | Power Couple                            | Samen met haar man het programma gewonnen        |
| 2024                       | De Alleskunner VIPS Kerstspecial        | Winnares                                         |